# Ryki (gmina)
Pour les articles homonymes, voir Ryki (homonymie).
Ryki est une gmina mixte ou urbaine-rurale (gmina miejsko-wiejska) du powiat de Ryki, dans la Voïvodie de Lublin, dans l'est de la Pologne.
Son siège administratif (chef-lieu) est la ville de Ryki, qui se situe environ 62 kilomètres (km) au nord-ouest de la capitale régionale Lublin (capitale de la voïvodie).
La gmina couvre une superficie de 161,8 km2 pour une population de 20 504 habitants en 2006.

## Histoire
De 1975 à 1998, la gmina est attachée administrativement à l'ancienne voïvodie de Lublin.

Depuis 1999, elle fait partie de la nouvelle voïvodie de Lublin.

## Géographie
Outre la ville de Ryki, la gmina inclut les villages (sołectwa) de:

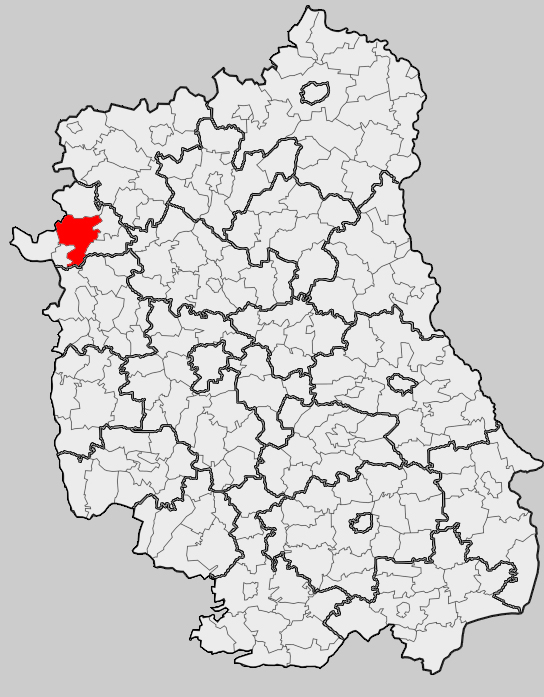
Position de la gmina dans la voïvodie

- Bobrowniki
- Brusów
- Budki-Rososz
- Chrustne
- Chudów
- Edwardów
- Falentyn
- Janisze
- Karczmiska
- Kazimierzyn
- Kleszczówka
- Krasnogliny
- Kruków
- Lasocin
- Lasoń
- Moszczanka
- Niwa Babicka
- Nowa Dąbia
- Nowiny
- Nowy Bazanów
- Nowy Dęblin
- Ogonów
- Oszczywilk
- Ownia
- Podwierzbie
- Potok
- Rososz
- Sędowice
- Sierskowola
- Stara Dąbia
- Stary Bazanów
- Swaty
- Zalesie
- Zalesie-Kolonia

### Gminy voisines
La gmina de Ryki est voisine de:

la ville de :
- Dęblin

et les gminy de
- Kłoczew
- Nowodwór
- Puławy
- Stężyca
- Trojanów
- Ułęż
- Żyrzyn.

## Structure du terrain
D'après les données de 2002, la superficie de la commune de Ryki est de 161,8 kilomètres carrés, répartis comme telle :
- terres agricoles : 71 %
- forêts : 17 %

La commune représente 26,29 % de la superficie du powiat.

## Démographie
Données du 30 juin 2004:
| Description        | Total  | Total | Femmes | Femmes | Hommes | Hommes |
| ------------------ | ------ | ----- | ------ | ------ | ------ | ------ |
| Unité              | Nombre | %     | Nombre | %      | Nombre | %      |
| Population         | 20 496 | 100   | 10 347 | 50,5   | 10 149 | 49,5   |
| Densité (hab./km²) | 126,7  | 126,7 | 63,9   | 63,9   | 62,7   | 62,7   |